# Fitol
Fitol – organiczny związek chemiczny należący do rodziny alkoholi. Jest nienasyconym alkoholem diterpenowym. Wraz z pochodną porfiryny tworzy chlorofil, w którym pełni funkcję kotwicy dla całej cząsteczki, wbudowując się w błonę chloroplastu. Używany jest do półsyntezy tokoferolu – witaminy E oraz filochinonu, czyli witaminy K.